# Agrippa skeptikeren
 For alternative betydninger, se Agrippa. (Se også artikler, som begynder med Agrippa)
Agrippa (oldgræsk: Ἀγρίππας, Agríppas) var en græsk skeptisk filosof, der (formentlig) levede i det 1. århundrede e.Kr. Agrippa tilskrives den indvending imod logiske begrundelser, der kaldes Agrippas trilemma.